# Samuel Masham, 1. Baron Masham
Samuel Masham, 1. Baron Masham (* 1678/79 in High Laver, Essex; † 2. Februar 1758), war ein britischer Adliger und Höfling.
Er war ein jüngerer Sohn des Unterhausabgeordneten Sir Francis Masham, 3. Baronet (um 1646–1723) aus dessen Ehe mit Mary Scott und wurde auf dem Anwesen der Familie Otes House bei High Laver in Essex geboren.
Er gelangte als Page für Prinz Georg von Dänemark, den Ehemann der späteren Königin Anne an den englischen Königshof. 1701 wurde er dessen „Stallmeister“ (Equerry), das heißt sein persönlicher Assistent.
1707 heiratete er Lady Abigail Hill († 1734), eine Hofdame und Favouritin der Königin.
In der Folgezeit wurde er in den Rang eines Brigadier General der British Army erhoben. 1710 wurde er als Abgeordneter ins House of Commons gewählt, zunächst für den Wahlbezirk Ilchester, 1711 für den Wahlbezirk Windsor. 1711 bis 1714 hatte er das Hofamt des Cofferer of the Household inne. Am 1. Januar 1712 erhob ihn Königin Anne als Baron Masham, of Otes, zum erblichen Peer, wodurch er Mitglied des House of Lords wurde und aus dem House of Commons ausschied.
Nach dem Tod von Königin Anne erhielt er 1716 unter König Georg I. das Amt des King’s Remembrancer, das er bis zu seinem Tod innehatte. Als 1723 sein Vater starb, waren auch seine älteren Brüder bereits ohne männliche Nachkommen gestorben, so dass er auch dessen Besitzungen und den Titel 4. Baronet, of High Lever in the County of Essex, erbte.
Aus seiner Ehe hinterließ er einen Sohn Samuel Masham (1712–1776), der ihn bei seinem Tod 1758 beerbte.